# Lucie Přibáňová
Lucie Přibáňová (* 19. únor 1986, Stod, Československo) je česká poloprofesionální fotbalistka, záložnice, která v současné době hraje za AC Sparta Praha. Narodila se v malém západočeském městečku Stod, počátky její kariéry byly taktéž v západních Čechách, v klubech TJ Baník Zbůch a Rapid Plzeň, odkud si ji do Sparty přivedl trenér Dušan Žovinec.
V roce 2009 si přivodila vleklé zranění kolene, kvůli kterému zmeškala téměř celý ročník. V současné době je po úspěšné rekonvalescenci opět v tréninku a připravuje se na jarní část české nejvyšší soutěže.

## Reprezentace
V letech 2003–2005 odehrála za reprezentaci do 19 let celkově 12 zápasů. V roce 2008 svými klubovými výkony zaujala reprezentačního trenéra Dušana Žovince a v roce 2008 byla nominována do reprezentace ČR. Celkově odehrála v reprezentačním týmu seniorek 5 zápasů.